# Evangelización
Se conoce como evangelización el acto de predicar el evangelio de Jesús, es decir, de difundir el cristianismo. La evangelización es una función propia de los creyentes de Cristo y del resto de confesiones cristianas. 
La palabra evangelista viene del griego koiné εὐαγγέλιον (euangelos, εὔ = "bueno, buena", ἀγγέλλω = noticia, mensaje), que significa aportador de buenas noticias, fundador de buenas nuevas. La expresión en supresión koiné para buenas noticias, ευάνγελιον (eu-angelion) es usado para referirse a los cuatro Evangelios en el Nuevo Testamento; así los Evangelistas son también los autores de los cuatro Evangelios, tradicionalmente conocidos como Mateo, Marcos, Lucas y Juan.

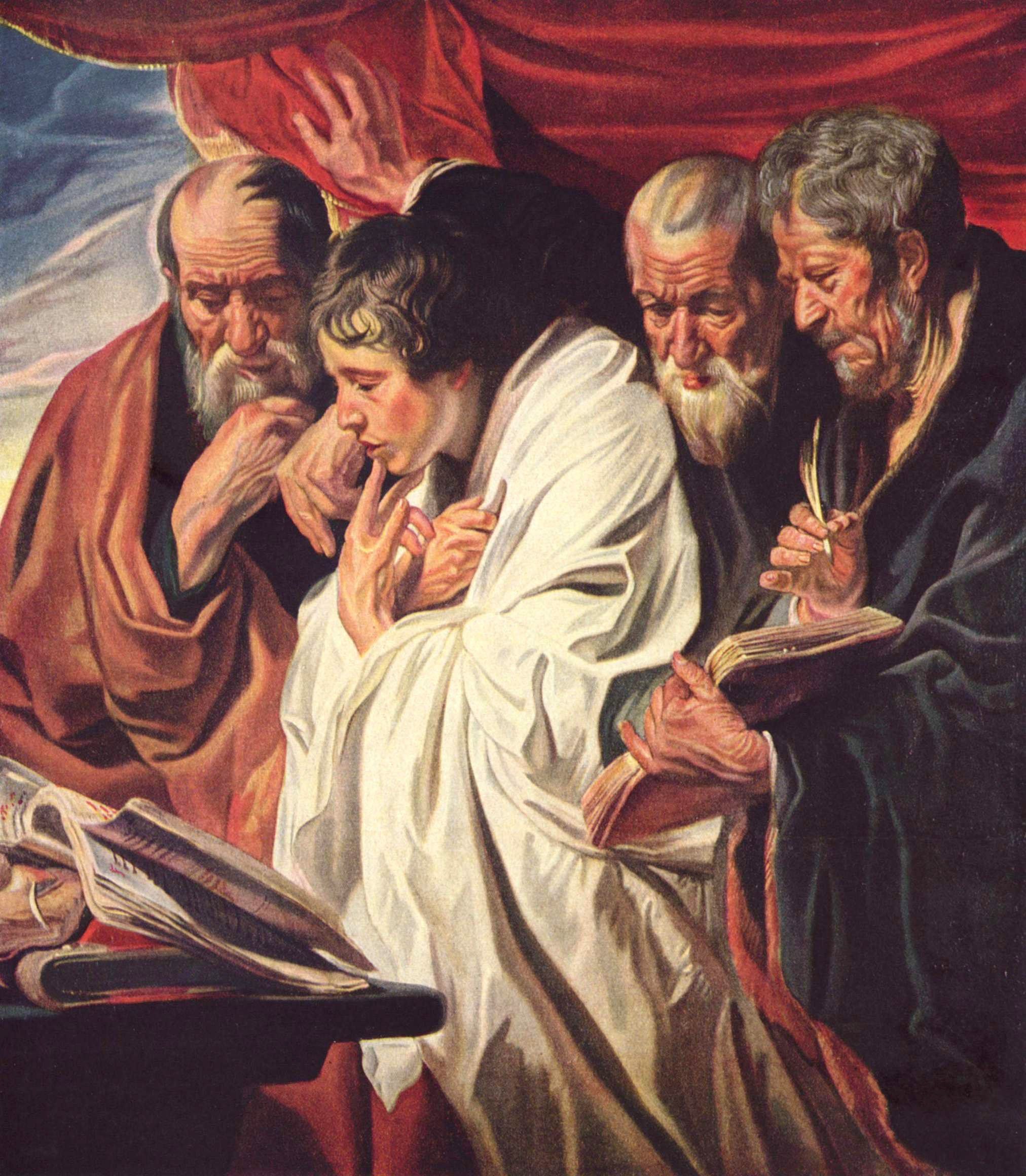
Los Cuatro Evangelistas, por Jacob Jordaens.

El término a veces se asocia, erróneamente según los cristianos, con proselitismo.

## Orígenes
La misión de la evangelización comenzó con Jesús mismo, y el cumplimiento de ésta fue su razón de ser en cuanto Cristo. Conforme a sus palabras, lo mismo que él había sido enviado por el Padre, él envía a sus discípulos y a toda la Iglesia, comprometiéndoles en el movimiento mismo de esa misión, para que continúe el ofrecimiento de la Buena Nueva en el corazón de los hombres y de cara a la edificación progresiva del Reino de Dios. La evangelización es llevada a cabo por la obediencia al mandato de Jesús a sus discípulos que aparece en el Nuevo Testamento:

"Y Jesús se acercó y les habló diciendo: Toda potestad me es dada en el cielo y en la tierra. Por tanto, id, y haced discípulos a todas las naciones, bautizándolos en el nombre del Padre, y del Hijo, y del Espíritu Santo; enseñándoles que guarden todas las cosas que os he mandado; y he aquí yo estoy con vosotros todos los días, hasta el fin del mundo. Amén."
 Mateo 28:18-20. (Versión Reina Valera 1960).

## Metodología
La intención de la evangelización es dar a conocer la salvación, es decir, del sacrificio de Cristo para todas las personas e informar acerca de la venida del Reino de Dios. Esta misión concierne a toda la Iglesia y a cada uno de sus miembros.
La evangelización planteada por las Escrituras empieza con el anuncio del kerigma: es la buena noticia de que Jesús vive, de que ha resucitado venciendo a la muerte. Jesús es el único hombre que, en toda la historia, ha realizado esta hazaña. Con el anuncio del kerigma, los apóstoles perseguían el objetivo de ofrecer la salvación, realizada por Jesús, alcanzada mediante la fe y la conversión, confirmada por el don del Espíritu Santo y vivida en la comunidad cristiana, a todos los hombres de buena voluntad. De esta forma buscaban que todos los hombres experimentaran la acción salvífica de Jesús. No hay que perder de vista que la evangelización no es un acto aislado sino que es un proceso que una comunidad de fe lleva adelante: un proceso que es histórico y complejo por las múltiples actividades que supone.
El evangelismo puede tomar muchas formas, como predicación, distribución de biblias o folletos, periódicos y revistas, por los medios de comunicación, testigo, evangelismo callejero.

### Iglesia católica

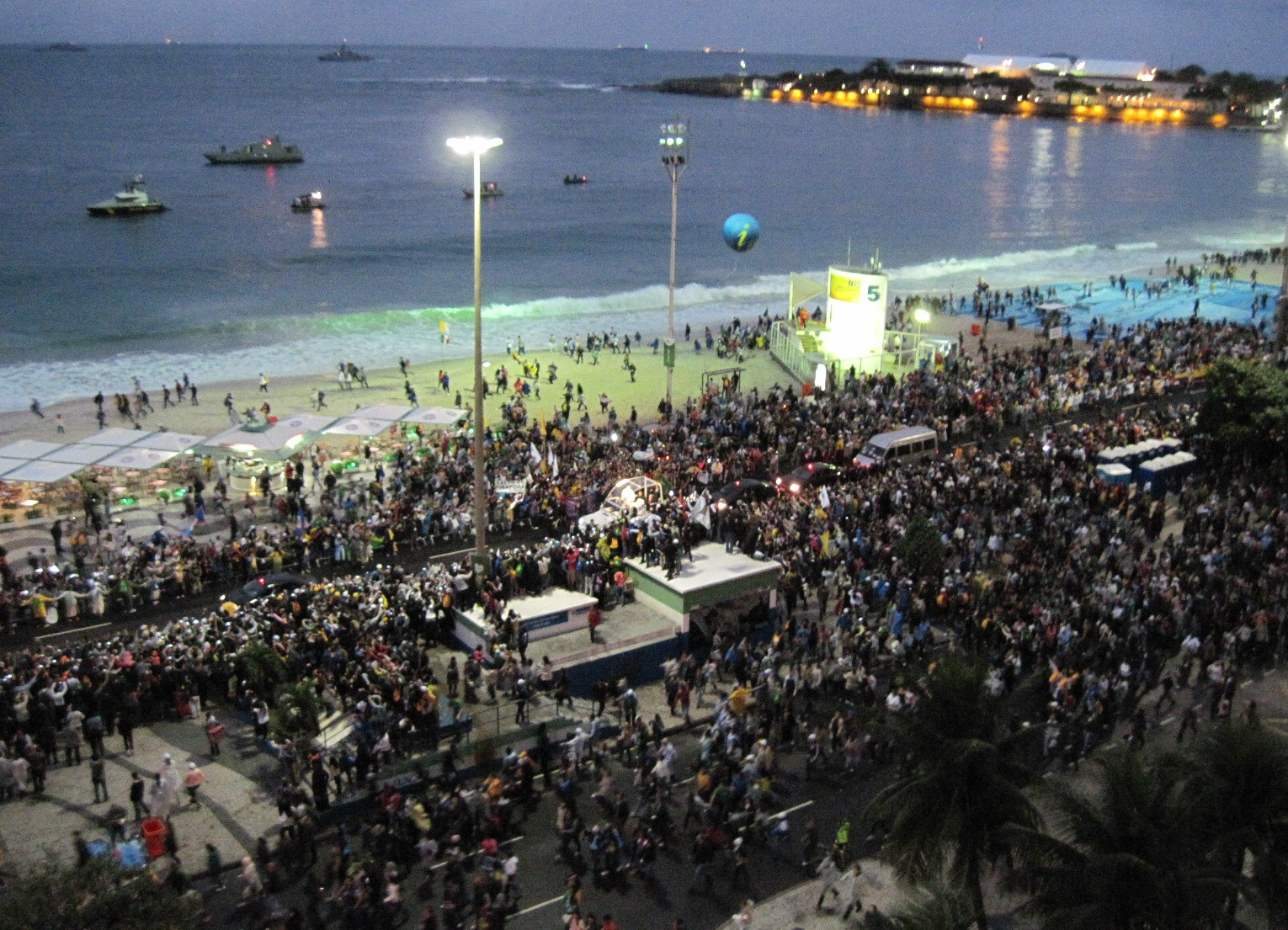
Jornada Mundial de la Juventud, un evento evangelizador, en Copacabana (Río de Janeiro), Brasil, en 2013.

En la Iglesia católica la misión de evangelización pertenece a todos sus miembros, y de forma especial a la familia, como núcleo fundamental de evangelización. Recientemente, se le da una gran importancia a la llamada Nueva Evangelización, como respuesta al rápido abandono del Catolicismo que sufre la Europa moderna. De hecho, este el tema principal de la encíclica Evangelii gaudium. En esta encíclica el Papa Francisco anima a la totalidad de la Iglesia a realizar el kerygma. Francisco se detiene en la importancia de la homilía, que «debe ser breve y evitar parecerse a una charla, o una clase», además debe ser preparada con cuidado, valorado y con su respectiva anticipación.

### Evangelicalismo

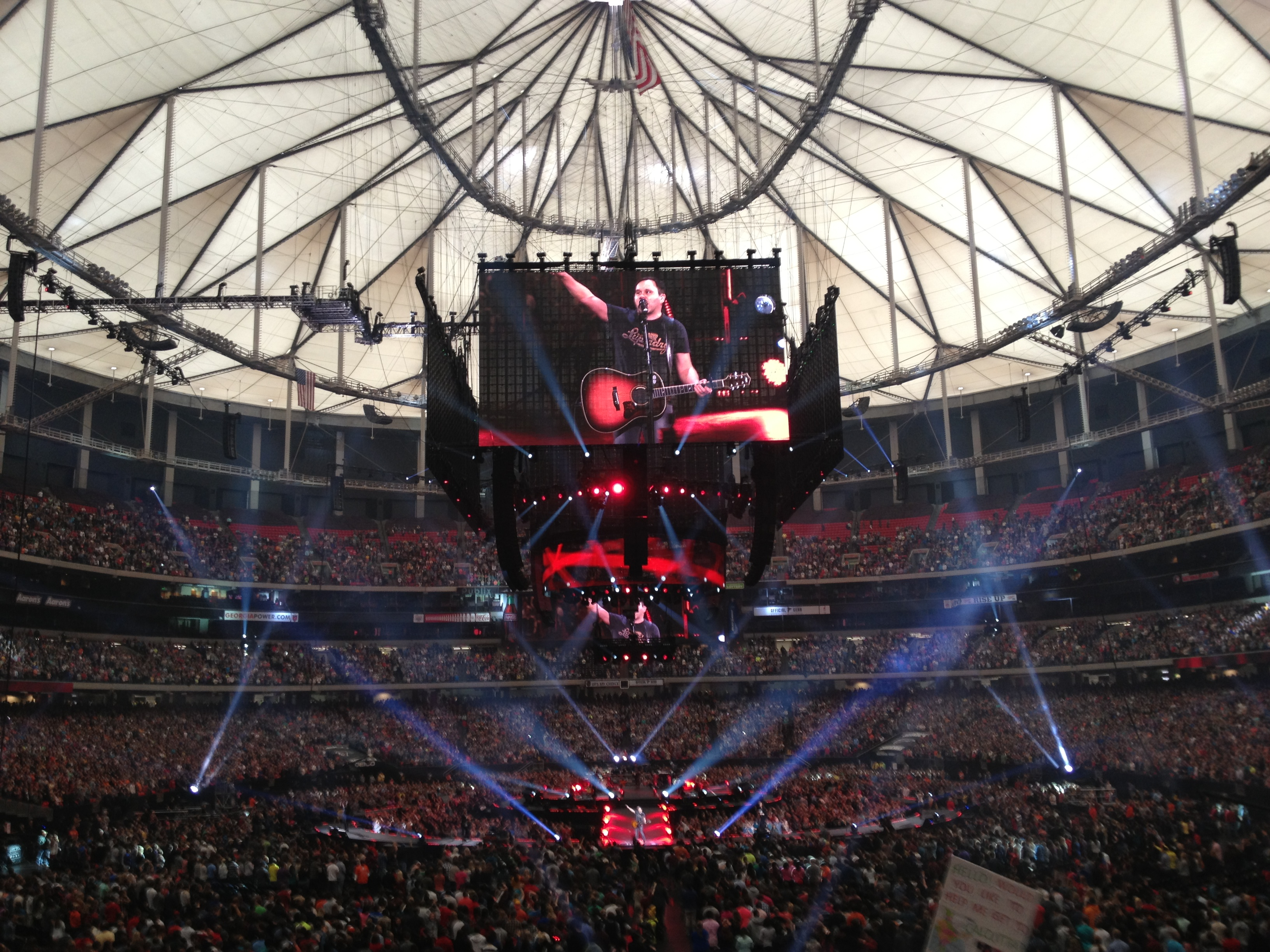
Passion Conferences, un festival de música y evangelismo en Georgia Dome en Atlanta (Georgia), Estados Unidos, en 2013

Las Iglesias evangélicas se caracterizan por la evangelización a través de una experiencia personal de conversión. La evangelización completa consiste en proclamar las buenas nuevas del Nuevo Testamento y acompañar al evangelizado hasta que llegue a ser miembro pleno de la comunidad evangélica.
En 1922, la evangelista evangélica canadiense Aimee Semple McPherson, fundadora de la Iglesia Cuadrangular, fue la primera mujer en utilizar la radio para llegar a una audiencia más amplia en los Estados Unidos.  En 1951, el productor Dick Ross y el evangelista baptista Billy Graham fundaron la productora cinematográfica World Wide Pictures, que haría vídeos de sus predicaciones y películas cristianas.   La Christian Broadcasting Network fue fundada en 1960 en Virginia Beach, Estados Unidos, por el ministro bautista Pat Robertson. 
En 1974, Billy Graham y el Comité de Lausana para la Evangelización Mundial organizaron el Primer Congreso Internacional sobre Evangelización Mundial en Lausana.
En julio de 1999, TopChrétien, un portal web cristiano evangélico y una red social, fue lanzado por Éric Célérier, pastor de las Asambleas de Dios de Francia y Estelle Martín. 
En enero de 2007, GodTube, un sitio para compartir vídeos relacionados con el cristianismo, especialmente evangélico, fue fundada por Christopher Wyatt de Plano (Texas) en los Estados Unidos, entonces estudiante en el Seminario Teológico de Dallas. 